# McMafia
McMafia es una serie de televisión británica de drama criminal creada por Hossein Amini y James Watkins, y dirigida por Watkins. Está inspirada en el libro McMafia: A Journey Through the Global Criminal Underworld del periodista Misha Glenny. Está protagonizada por James Norton como Alex Godman, el hijo criado en Gran Bretaña de un jefe de la mafia rusa que vive en Londres y cuyo padre está tratando de escapar del mundo del crimen organizado, es coproducida por BBC One, AMC, y Cuba Pictures. Se estrenó por primera vez en BBC One el 1 de enero de 2018, y luego se estrenó en AMC el 26 de febrero de 2018.

## Reparto

### Reparto principal
- James Norton como Alex Godman
- David Strathairn como Semiyon Kleiman
- Juliet Rylance como Rebecca Harper
- Merab Ninidze como Vadim Kalyagin
- Aleksey Serebryakov como Dimitri Godman
- Maria Shukshina como Oksana Godman
- Faye Marsay como Katya Godman
- David Dencik como Boris Godman
- Oshri Cohen como Joseph
- Sofia Lebedeva como Lyudmilla Nikolayeva
- Caio Blat como Antonio Mendez
- Kirill Pirogov como Ilya Fedorov
- Nawazuddin Siddiqui como Dilly Mahmood
- Karel Roden como Karel Benes

### Recurrentes
- Yuval Scharf como Tanya
- Anna Levanova como Natasha
- Clifford Samuel como Femi
- Maria Mashkova como Masha
- Kemi-Bo Jacobs como Karin
- Atul Kale como Benny Chopra
- Evgeni Golan como Marat
- Eve Parmiter como Jennifer
- Tim Ahern como Sydney Bloom
- Ellie Piercy como Sandrine
- Danila Kozlovsky como Grigory Mishin
- Alexander Dyachenko como Oleg
- Fernando Cayo como Guillermo Alegre

## Producción
McMafia se inspiró en el libro del periodista Misha Glenny, McMafia: A Journey Through the Global Criminal Underworld, publicado en 2008. La serie tomó algunas historias del libro de Glenny, que documenta a varias organizaciones mafiosas que prosperan en todo el mundo hoy en día. La serie fue creada por Hossein Amini y James Watkins, y es una coproducción entre BBC One, AMC, y Cuba Pictures, en asociación con Twickenham Studios.
BBC One anunció la serie en octubre de 2015. En abril de 2016, se anunció que James Norton había sido elegido para el papel principal de Alex Godman y que el cocreador Watkins dirigiría los ocho episodios confirmados de la primera temporada. En noviembre de 2016, se anunció un casting adicional, incluyendo a Maria Shukshina y Aleksey Serebryakov como los padres de Alex, y David Strathairn como un sombrío hombre de negocios de israelí. Además de Amini y Watkins, David Farr, Peter Harness y Laurence Coriat escribieron conjuntamente la serie.
Los lugares de rodaje incluyeron Londres, Zagreb, Split, Opatija, Catar, Mumbai, Praga, El Cairo, Belgrado, Belice, Estambul, Moscú y Tel Aviv. El presupuesto fue de varios millones de libras por episodio.

## Episodios
| N.º | Título      | Dirigido por  | Escrito por                     | Fecha de emisión original |
| --- | ----------- | ------------- | ------------------------------- | ------------------------- |
| 1   | «Episode 1» | James Watkins | Hossein Amini y James Watkins   | 1 de enero de 2018        |
| 2   | «Episode 2» | James Watkins | Hossein Amini y James Watkins   | 2 de enero de 2018        |
| 3   | «Episode 3» | James Watkins | David Farr y Hossein Amini      | 7 de enero de 2018        |
| 4   | «Episode 4» | James Watkins | David Farr y Hossein Amini      | 14 de enero de 2018       |
| 5   | «Episode 5» | James Watkins | Laurence Coriat y Hossein Amini | 21 de enero de 2018       |
| 6   | «Episode 6» | James Watkins | Laurence Coriat y Hossein Amini | 28 de enero de 2018       |
| 7   | «Episode 7» | James Watkins | Peter Harness y Hossein Amini   | 4 de febrero de 2018      |
| 8   | «Episode 8» | James Watkins | Peter Harness y Hossein Amini   | 11 de febrero de 2018     |

## Transmisión para Latinoamérica
Desde octubre de 2019 la serie se emite por el canal de suscripción AXN.